# Nanhermannia elegantissima
Nanhermannia elegantissima är en kvalsterart som beskrevs av Hammer 1958. Nanhermannia elegantissima ingår i släktet Nanhermannia och familjen Nanhermanniidae. Inga underarter finns listade i Catalogue of Life.